# Missundaztood
Missundaztood este cel de-al doilea album de studio a cântăreței americane Pink. Albumul a fost lansat la sfârșitul anului 2001. A avut succes comercial și critic. Criticiilor le-au plăcut noul stil pop-rock a lui Moore, deoarece albumul ei anterior a fost unul R&B.
Single-urile albumului au fost primite pozitiv de critici și de fani. Toate au devenit hit-uri. Unule au fost prezentate pe albumul Greatest Hits... So Far!!! a lui Moore din 2010. Acestea includ: "Get the Party Started", "Don't Let Me Get Me" și "Just Like a Pill", toate au ajuns în Top 10 în Billboard Hot 100. Ultimul single de pe album a fost "Family Portrait", o melodie R&B în care P!nk cântă despre divorțul părinților ei. Acest cântec a devenit unul mondial de Top 20 hit, ajungand la #18 pe Hot 100.
Albumul a devenit unul dintre cele mai de succes albume ale anilor 2000, cu peste 15 milioane de euro în vânzări la nivel mondial.

## Listă piese
| Nr. | Titlu                                 | Compozitor(i)          | Producător(i)                     | Durată |
| --- | ------------------------------------- | ---------------------- | --------------------------------- | ------ |
| 1.  | "M!ssundaztood"                       | - Pink - Linda Perry   | - Perry - Damon Elliott           | 3:36   |
| 2.  | "Don't Let Me Get Me"                 | - Pink - Dallas Austin | Austin                            | 3:31   |
| 3.  | "Just Like a Pill"                    | - Pink - Austin        | Austin                            | 3:57   |
| 4.  | "Get the Party Started"               | Perry                  | Perry                             | 3:11   |
| 5.  | "Respect" (featuring Scratch)         | - Pink - Perry         | - Perry - Elliott                 | 3:25   |
| 6.  | "18 Wheeler"                          | - Pink - Austin        | Austin                            | 3:44   |
| 7.  | "Family Portrait"                     | - Pink - Scott Storch  | Scott Storch                      | 4:56   |
| 8.  | "Misery" (featuring Steven Tyler)     | Richie Supa            | - Marti Frederiksen - Richie Supa | 4:33   |
| 9.  | "Dear Diary"                          | - Pink - Perry         | Perry                             | 3:29   |
| 10. | "Eventually"                          | - Pink - Perry         | Perry                             | 3:34   |
| 11. | "Lonely Girl" (featuring Linda Perry) | Perry                  | Perry                             | 4:21   |
| 12. | "Numb"                                | - Pink - Austin        | Austin                            | 3:06   |
| 13. | "Gone to California"                  | - Pink - Perry         | - Perry - Elliott                 | 4:34   |
| 14. | "My Vietnam"                          | - Pink - Perry         | - Perry - Elliott                 | 5:19   |

## Informații despre Album
Acest album este diferit de Can't Take Me Home pentru că el conduce spre pop și rock și mai puțin spre R&B/soul. Ea a fost ajutată de către cântăreața Linda Perry de la trupa 4 Non Blondes cu scrierea acestui album. Ea a declarat că motivul pentru care a vrut să lucreze cu Perry a fost că 4 Non Blondes a fost una dintre trupele ei preferate.

### Melodii
P!nk lucrat cu Perry pe cele mai multe dintre melodiile de pe album, Perry, de asemenea, a cântat și ea pe melodia "Lonely Girl". Alți artiști care au mai cântat pe album sunt: Steven Tyler de la Aerosmith și Richie Sambora de la Bon Jovi pe "Misery".

## Single-uri
"Get the Party Started" a fost lansat în octombrie 2001 în Statele Unite și în ianuarie 2002, în Regatul Unit. Acesta a fost primul single de pe Missundaztood, și a fost scris de Linda Perry. Single-lul s-a clasat puternic ajungand pe locul 4 în SUA, numărul 2 în marea BRITANIE și numărul 1 în Australia.
"Don't Let Me Get Me" a fost lansat în februarie 2002, și a fost scrisă de P!nk și Dallas Austin. Melodia a ajuns pe locul 6 în topurile BRITANICE și numărul 8 în SUA diagrame.
"Just Like a Pill" a fost lansat în iunie 2002 și a fost din nou scris de P!nk și Dallas Austin. Acesta a ajuns pe numărul 8 în SUA charts.
"Family Portrait" a fost scris de P!nk și Scott Storch, lansat ca ultimul single de pe albumul Missundaztood în decembrie 2002 în America de Nord și în ianuarie 2003 în Europa. Melodia a ajuns pe locul 20 în SUA și pe numărul 11 în Marea Britanie.

## Promovarea
P!nk a aparut pe coperta mai multor reviste, inclusiv:
- The Face
- Rolling Stone
- Seventeen
- Billboard
- Hitkrant

Înainte de a lansa noul ei album a contribuit la coloana sonora de la filmul Moulin Rouge. Împreună cu Christina Aguilera, Mýa si Lil' Kim, ea a re-înregistrat "Lady Marmalade" de la Patti Labelle . Sub îndrumarea producătoarei și rapper-iței Missy Elliott, au lansat piesa în aprilie 2001. Piesa a devenit un hit imens în întreaga lume, ajungând pe locul 1 în 15 țări, inclusiv Statele Unite ale americii și Marea Britanie. A câștigat, de asemenea, un Premiu Grammy pentru cea mai bună colaborare pop. Atunci a luat P!nk primul ei Grammy. În luna noiembrie a aceluiași an, ea a lansat albumul ei, Missundaztood.
P!nk pornit în turneul ei Party Tour pentru a promova albumul. Ea a fost, de asemenea, act de deschidere pentru trupa 'N Sync în turneul lor turneu în 2002.